# Беш, Генри де ла
Генри Томас де ла Беш (англ. Henry Thomas De la Beche; 10 февраля 1796, Лондон, — 13 апреля 1855) — английский геолог и палеонтолог, пионер современных методов геологических исследований, основатель Британской геологической службы, проводивший обширные геологические и палеонтологические исследования на территории графства Девон.
Родился в Лондоне. Его отец, колониальный офицер британской армии, владел рабами и недвижимостью на Ямайке, но умер, когда Генри был ещё ребёнком. Детство провёл в Лайм-Реджис, где увлёкся геологией. В 14 лет поступил в военный колледж в Марлоу, окончил его в 21 год, но военным не стал, вступив вместо этого в Лондонское геологическое общество, став его активным членом на всю жизнь и занимая в 1848—1849 годах пост его президента. За свою жизнь посетил интересные с точки зрения геологии места не только Англии, но и Франции и Швейцарии. Вернувшись в Англию, вёл геологические исследования в Корнуолле и Девоне. Сотрудничество с геологами этой части страны навело его на мысль о создании геологической карты Англии и создании коллекции геологических образцов различных пород, встречающихся в стране.

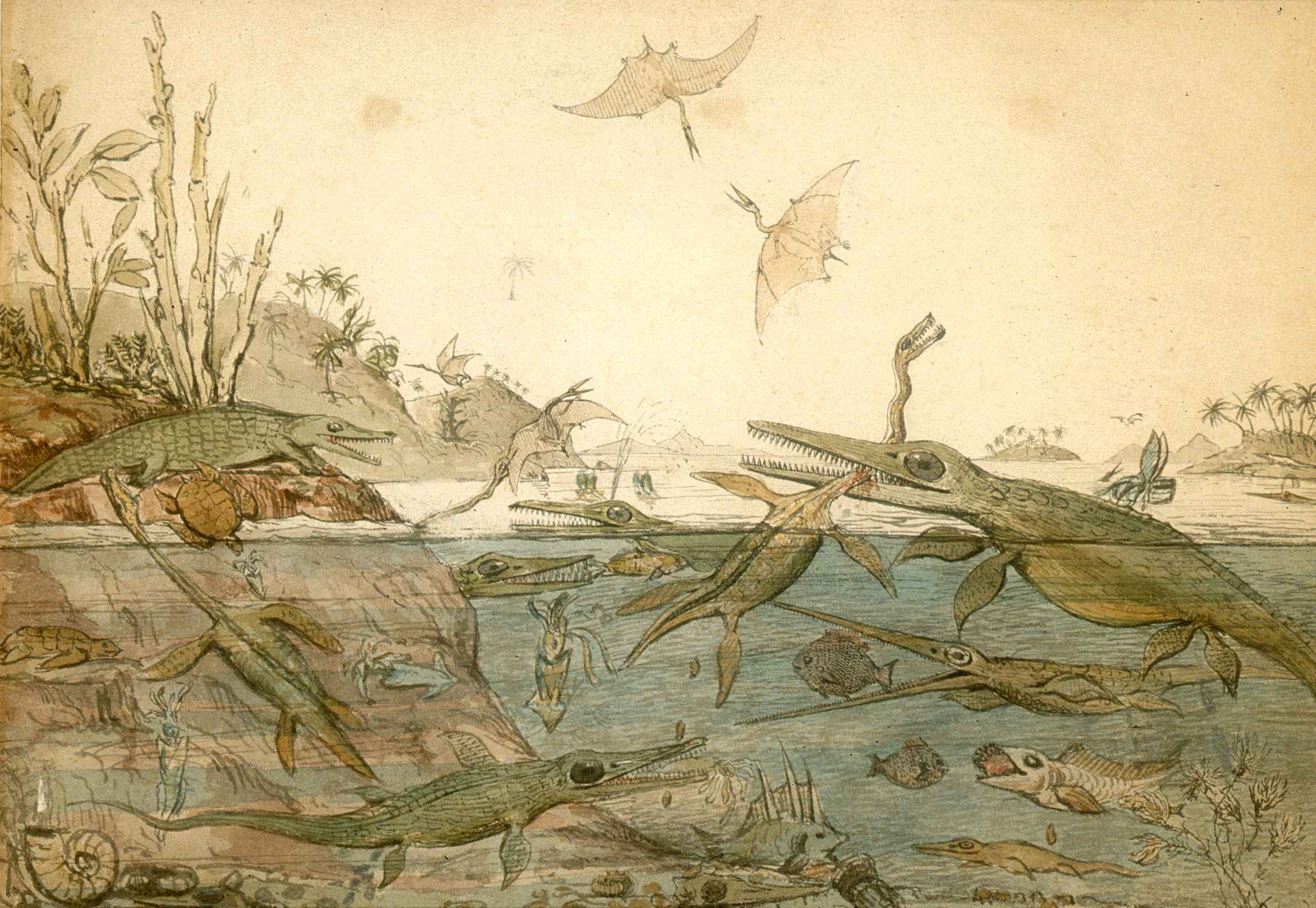
«Duria Antiquior» — первое акварельное изображение сцен доисторической жизни, созданное на основе находок Мэри Эннинг. 1830 год

Правительство дало добро на это, и в 1835 году им была основана Британская геологическая служба, собираемые образцы стали поступать в Лондон, где был основан специальный музей. Опубликовал большое количество книг и статей, также явился первооткрывателем многих доисторических животных; будучи также неплохим художником, создал первые художественные изображения доисторической жизни, в частности «Duria Antiquior». Стал членом Королевского общества в 1819 году, в 1848 году произведён в рыцари, в 1855 году награждён медалью Волластона.